# 야로미르 블라제크
야로미르 블라제크(체코어: Jaromír Blažek ˈjaromiːr ˈblaʒɛk[*], 1972년 12월 29일, 남모라바 주 브르노 ~)는 체코의 전직 프로 축구 골키퍼이다.

## 클럽 경력
브르노 출신인 블라제크는 슬라비아 프라하에서 1부 리그 경기에 처음 출전했다. 그는 2년 동안 후보 선수로 머물다가 체스케 부데요비체로 이적하여 주전 골키퍼로 거듭났다. 그가 처음으로 주전 선수가 되었던 1992-93 시즌은 체코슬로바키아 1부 리그의 마지막 시즌이었고, 이후 1. 체스카 포트발로바 리가가 출범하면서 빅토리아 지즈코프로 이적했고, 구단은 이 신의 한수로 포하르 FACR 우승을 거두며 첫 주요 대회 우승을 차지했다. 그는 1년 만에 프라하를 건너 보헤미안스 1905로 이적했다. 강등된 해에 2부 리그에서의 활약하고 싶지 않던 그는 친정 구단인 슬라비아 프라하로 임대되어 다시 후보 선수가 되었다. 같은 해 보헤미안스가 1부 리그로 재승격되면서, 그는 원 소속 구단으로 돌아가 3년 반을 보냈다.
그러나, 구단이 부진한 와중에, 블라제크는 전국적 거함 스파르타 프라하의 관심을 받아 2000년 초에 이적하여 2000년과 2001년에 2년 연속 우승을 거두었다. 그는 경쟁 구단인 마릴라 프르지브람으로 2001년에 임대되었지만, 1년 뒤 복귀했다. 그 후, 그는 스파르타 프라하에서 리그, 컵, 챔피언스리그를 막론하고 거의 대부분 경기를 출전했다. 이 시기가 블라제크의 전성기로, 리그를 4번, 컵을 3번 우승했다.
2007년, 그는 해외로 발을 돌리기로 결심해 라파엘 섀퍼를 여름에 슈투트가르트로 보낸 독일의 뉘른베르크로 이적했다.블라제크는 주전 수문장이었지만, 4월에 밀려나 시즌 말에 출전하지 못했고, 뉘른베르크는 강등되었다. 2008년 6월, 블라제크는 2008-09 시즌을 앞두고 스파르타 프라하로 복귀하는 것이 확정되었다. 2011년 12월 16일, 스파르타 프라하는 본래 시기보다 일찍 블라제크의 계약을 해지하게 되었고, 그에 따라 떠돌이 신세가 되었다. 이 소식은 선수의 대리인이었던 파벨 파스카가 처음 전했다.
2014년 2월 22일, 즈노이모와 이흘라바 간 리그 경기에서, 블라제크는 139번째 무실점 경기에 출전해 체코 리그 역대 최다 경기 무실점 골키퍼로 이름을 올렸다.

## 국가대표팀 경력
블라제크는 2000년 3월 29일에 오스트레일리아와의 친선경기에서 국가대표팀 첫 경기를 치렀고, 결과는 3-1 승리였다. 페트르 체흐가 붙박이 국가대표팀 골키퍼임에 따라, 블라제크는 국가대표팀 경기에서 좀처럼 출전 기회를 잡지 못했다. 그는 체코 축구 국가대표팀|체코 국가대표팀]] 일원으로 유로 2000과 유로 2004에 참가했지만, 두 대회를 통틀어 1경기밖에 출전하지 못했다. 그는 2006년 월드컵에도 체코 선수단 일원으로 참가했다.

## 사생활
그는 배우자를 맞이해 야쿠브와 아네타 두 자식을 슬하에 두었다. 블라제크는 테니스 선수 라데크 슈테파네크의 사촌이다.

## 경력 통계

### 국가대표팀
출처:
| 체코 국가대표팀 | 체코 국가대표팀 | 체코 국가대표팀 |
| 연도            | 출장            | 골              |
| --------------- | --------------- | --------------- |
| 2000            | 2               | 0               |
| 2003            | 1               | 0               |
| 2004            | 2               | 0               |
| 2005            | 2               | 0               |
| 2006            | 2               | 0               |
| 2007            | 1               | 0               |
| 2008            | 1               | 0               |
| 합계            | 11              | 0               |

## 수상

### 클럽
FK 빅토리아 지슈코프
- 포하르 FACR: 1993–94

슬라비아 프라하
- 1. 체스카 포트발로바 리가: 1995–96

보헤미안스 1905
- 2. 체스카 포트발로바 리가
  - 우승: 1998–99
  - 3위: 1997–98

스파르타 프라하
- 1. 체스카 포트발로바 리가
  - 우승: 1999–2000, 2000–01, 2002–03, 2004–05, 2006–07
  - 준우승: 2003–04, 2008–09, 2010–11
- 포하르 FACR
  - 우승: 2004, 2006, 2007
  - 준우승: 2001

비소치나 이흘라바
- 2. 체스카 포트발로바 리가 준우승: 2011–12

### 국가대표팀
체코
- 유럽 선수권 대회 4강: 2004

### 개인
1. 체스카 포트발로바 리가
- 올해의 선수단: 1999–2000, 2002–03, 2003–04, 2008–09[7]
- 최다 무실점: 2002–03, 2006–07, 2009–10, 2010–11
- 최우수 골키퍼: 2012–13[8]
- 1. 체스카 포트발로바 리가 20주년 최우수 골키퍼 지지자 투표 2위[9]
- 이달의 선수: 2013년 10월[10]

체코 올해의 축구 선수
- 리그 올해의 선수: 2005–06

### 기록
- 1. 체스카 포트발로바 리가
  - 리그 역대 최고령 출전 선수(42세 4개월)[11]
  - 리그 역대 최다 무실점 기록(157경기)[12]
  - 리그 역대 최다 시즌 출전(19시즌)[13]